# 5631 Sekihokutouge
5631 Sekihokutouge è un asteroide della fascia principale. Scoperto nel 1993, presenta un'orbita caratterizzata da un semiasse maggiore pari a 2,3342964 UA e da un'eccentricità di 0,0937874, inclinata di 1,23211° rispetto all'eclittica.